# Károly Kalchbrenner
Károly Kalchbrenner (ur. 5 maja 1807 w Petőfalvie, zm. 5 czerwca 1886 w Szepesolaszi) – węgierski pastor, botanik i mykolog.

## Życiorys
Był synem pastora luterańskiego Józsefa Kalchbrennera. Uczył się w Győr, Peszcie, Bańskiej Szczawnicy, Bratysławie. Ukończył studia teologiczne w Sopronie, a następnie w Halle. Przez 3 lata w Peszcie był asystentem pastora, w 1832 r. został mianowany proboszczem zgromadzenia luterańskiego na Spiszu. Oprócz obowiązków duszpasterskich zajmował się malarstwem i botaniką. W 1858 został wybrany wiceprezydentem trzynastu miast Spiszu, a w 1870 r. arcybiskupem.

## Praca naukowa
W 1847 roku zaczął malować rośliny nasienne Spiszu, a za namową Ákosa Frigyesa Hazslinszky’ego, z którym utrzymywał korespondencję, swoje zainteresowanie roślinami zamienił na zainteresowanie grzybami. Stopniowo z samouka stał się światowej sławy mykologiem. Utrzymywał kontakty z największymi badaczami grzybów swoich czasów, takimi jak Elias Fries, Miles Joseph Berkeley, Mordecai Cubitt Cooke, Andrew Murray, Gottlob Ludwig Rabenhorst, Leopold Fuckel, Giacopo Bresàdola, Leopold Richarde Baur, Peter Mac Owan i inni. W ciągu swojego życia opisał około 400 gatunków grzybów na podstawie próbek przesłanych mu z całego świata.
W 1864 r. został członkiem korespondentem Węgierskiej Akademii Nauk, a w 1872 r. członkiem pełnym. Był także członkiem korespondentem Linnean Society of New South Wales w Australii. W 2002 r. na jego cześć nazwano nowo odkryty porost Kalchbrenneriella.
W naukowych nazwach utworzonych przez Kalchbrennera taksonów dodawany jest cytat Kalchbr.